# Galloway (středověk)
Galloway (gaelsky Gall Gaidheil, latinsky Gallovidia) bylo drobné středověké království a posléze panství na jihozápadě současného Skotska (doposud se stejně nazývá historický region a správní oblast). Království vzniklo v 11. století, kdy je zdokumentován historicky první gallowayský král Suibne mac Cináeda († 1034). Zdejší lid a patrně také vládnoucí dynastie byly smíšeného gaelsko-severského původu. Galloway bylo nezávislým královstvím s neustálenými hranicemi, sousedilo s královstvím Strathclyde. Královský titul se přestal ve 12. století používat a nahradil jej titul pána z Gallowaye. Panství se rozpadlo v roce 1234.
Titul pána z Gallowaye byl užíván ještě v dalších letech. Roku 1369 jej získal skotský šlechtic Archibald Douglas od skotského krále Davida II., a poté titul drželi příslušníci rodu Douglasů až do druhé poloviny 15. století.

## Seznam panovníků

### Království
- král Suibne mac Cináeda († 1034), tj. první doložený král Gall-ghàidhil (lidu Gallowaye)
- neznámý
- král Echmarcach mac Ragnaill? († 1065)
- neznámý

### Ferguská dynastie
- pán Fergus († 1161)
- pán Uhtred mac Fergus (1161–1174)

Znak panství

- pán Gilla Brigte mac Fergusa (1174–1185)
- pán Lochlan mac Uchtred (1185–1200)
- pán Alan fitz Roland (1200–1234)

### Douglasové

Znak Douglasů

- Archibald, pán z Gallowaye (1388–1400)
- Archibald, pán z Gallowaye (1400–1424)
- Archibald, pán z Gallowaye (1424–1439)
- Margaret z Gallowaye († 1474)